# Karl Gottlieb von Dechen
Karl Gottlieb von Dechen (bis 1684: Decher) (* 1644 in Frankfurt (Oder); † 12. Mai 1719 ebenda) war ein preußischer Generalmajor und Kommandant von Frankfurt an der Oder. Zudem war er Erbherr des Rittergutes Drehnow.

## Leben

### Herkunft
Seine Eltern waren der Professor an der Universität von Frankfurt (Oder) Joachim Decher (* 7. Januar 1614 in Brandenburg an der Havel; † 24. Juni 1667 in Frankfurt (Oder)) und dessen Ehefrau, die Bremerin Margaretha Hemeling. Seine Schwester Katharina war mit Geheimen Rat Johann Rhetz verheiratet.

### Militärkarriere
Karl ließ sich am 24. April 1656 als Student an der Universität seiner Heimatstadt immatrikulieren. Bereits 1686 war er Ayde-Major in dem Schweizer-Regiment „Zurlauben“ in Frankreich. Decher hatte am 20. Juni 1684 den Bürgerbrief von Basel erhalten und konnte damit als Schweizer dem Regiment beitreten. Dort wurde er 1687 zum Hauptmann befördert. Er stieg weiter auf, wurde am 15. Juni 1691 Sergeant-Major und am 11. Februar Oberstleutnant. Am 26. März 1694 erhielt er von Brigadier Beat Heinrich Josef Zurlauben, Freiherr von Gestellenburg, Graf von Viller die Bestätigung, dass er 15 Jahre und 7 Monate in dem Regiment gedient, und tapfer in Irland und Frankreich gefochten habe.
Danach kehrte er in Kurbrandenburger Dienste zurück und diente als Major im Bataillon „Dönhoff“. Dort erhielt er am 12. März 1704 sein Patent als Oberst der Infanterie. Am 21. Januar 1710 wurde er zum Brigadier ernannt und am 23. Januar 1712 wurde er zum Kommandanten von Frankfurt an der Oder.  Am 8. Januar 1716 wurde er dort Generalmajor.
Er starb im Mai 1719 in Frankfurt an der Oder.

### Familie
Er war mit Louise d’Angloure (* 1657; † 12. März 1730 in Frankfurt (Oder)) verheiratet. Das Paar hatte folgende Kinder:
- Johann (* 1683; † 27. Februar 1732)
- Esther Emilie de Martel (Martel de Linboeuf) (* um 1692; † 22. Dezember 1730)

Die Witwe heiratete 1724 den Oberst Caesar De Justet, Kommandant von Frankfurt.

### Adelserhebung
Am 25. Januar 1684 erhielten die Geschwister Joachim Decher (Kurbrandenburger Artillerie-Hauptmann, verheiratet mit Beate Hedwig von Essen, der Tochter des Generals Johann von Essen), Katharina Elisabeth (verheiratet mit Johann Rhetz) und Karl Gottlieb Decher durch den Kaiser Leopold I. (HRR) das Reichsadelsdiplom. Es wurde am 25. März 1684 durch den Brandenburger Kurfürsten Friedrich III. anerkannt.